# Piotr Guział
Piotr Andrzej Guział (ur. 20 października 1975 w Warszawie) – polski polityk, samorządowiec i menedżer, w latach 2010–2014 burmistrz dzielnicy Ursynów w Warszawie.

## Życiorys
Zamieszkały na Ursynowie od 1978. Absolwent Szkoły Głównej Handlowej na kierunku gospodarka publiczna, studiował też ekonomię na Uniwersytecie w Kolonii. Autor tekstów o polityce i samorządności w „Rzeczpospolitej”, „Tygodniku Passa” i „Tygodniku Południe”. Pracował jako asystent wiceprezydenta Warszawy, był zatrudniony w Mennicy Polskiej i rodzinnym przedsiębiorstwie, później zajął się działalnością doradczą.
W 1997 przystąpił do Socjaldemokracji Rzeczypospolitej Polskiej, a w 1999 do Sojuszu Lewicy Demokratycznej. Był pierwszym przewodniczącym Stowarzyszenia Młodej Lewicy Demokratycznej na Mazowszu, a także jednym z inicjatorów zjednoczenia młodzieżówek lewicowych w Federację Młodych Socjaldemokratów. W 2001 bez powodzenia kandydował do Sejmu z listy SLD-UP w okręgu warszawskim.
Od 1998 do 2010 pełnił mandat radnego Ursynowa. W styczniu 2005 odszedł z SLD, w tym samym roku współtworzył Partię Demokratyczną. W 2006 wstąpił do Socjaldemokracji Polskiej i uzyskał reelekcję jako radny z ramienia komitetu Nasz Ursynów (w 2009 NU został stowarzyszeniem, Piotr Guział objął w nim funkcję wiceprezesa). W 2007 bezskutecznie kandydował do Sejmu z listy Lewicy i Demokratów w okręgu radomskim, a w 2009 do Parlamentu Europejskiego z listy Porozumienia dla Przyszłości – CentroLewica w okręgu warszawskim.
W 2010 odnowił mandat radnego Ursynowa (ponownie z listy NU, będącego częścią Warszawskiej Wspólnoty Samorządowej), jednak przestał go pełnić w związku z wyborem na burmistrza dzielnicy (poparła go koalicja NU i PiS). W maju 2011 wystąpił z SDPL, motywując to podjęciem przez władze tej partii rozmów o współpracy z PO. W 2013 zainicjował akcję zbierania podpisów pod referendum w sprawie odwołania prezydent m.st. Warszawy Hanny Gronkiewicz-Waltz – do głosowania doszło, jednak ze względu na zbyt niską frekwencję okazało się nieważne.
W 2014 był kandydatem WWS na prezydenta Warszawy (z poparciem m.in. Stronnictwa Demokratycznego) oraz do rady miasta. W wyborach na prezydenta zajął 3. miejsce spośród 11 kandydatów z wynikiem 8,54%. Przed drugą turą poparł Jacka Sasina z PiS. Uzyskał natomiast mandat w Radzie m.st. Warszawy. Zakończył urzędowanie jako burmistrz Ursynowa.
W 2016 zainicjował kolejną próbę organizacji referendum w sprawie odwołania Hanny Gronkiewicz-Waltz, jednak nie zebrano wystarczającej liczby podpisów. W styczniu 2017 przystąpił do partii Ruch Sprawiedliwości Społecznej.
W sierpniu 2018 ogłosił zamiar startu w wyborach na prezydenta m.st. Warszawy (wystąpił w związku z tym z RSS). We wrześniu zrezygnował z kandydowania, popierając kandydata PiS Patryka Jakiego, który ogłosił, że w przypadku wygranej Piotr Guział zostanie wiceprezydentem miasta odpowiedzialnym za kwestie związane z kulturą (w tym za organizację największych imprez), współpracę z przedsiębiorcami i sprawy społeczne. Jednocześnie kandydował do rady dzielnicy Ursynów z komitetu Nasz Ursynów + Otwarty Ursynów; działacze tego komitetu odcięli się od niego, informując, że nie popierają ani Patryka Jakiego, ani PiS. Otrzymał 699 głosów i nie uzyskał mandatu. Po przegranych wyborach poinformował o zakończeniu kariery politycznej.
W lutym 2019 został powołany do rady nadzorczej państwowego operatora telekomunikacyjnego Exatel. W tym samym roku został powołany w skład kierownictwa należącej do PKN Orlen niemieckiej spółki Unipetrol Deutschland. We wrześniu 2020 wszedł w skład zarządu spółki Orlen Deutschland; w styczniu 2024 został prezesem spółki Doppler Energie, która po przejęciu przez Orlen zmieniła nazwę na Orlen Austria. Ze stanowisk kierowniczych w spółkach należących do Orlenu odwołano go w maju 2024.